# Рыбальченко, Павел Максимович
Павел Максимович Рыбальченко (1879—?) — рабочий, депутат Государственной думы II созыва от Харьковской губернии.

## Биография
Из крестьян. Выпускник приходского училища. Цеховой города Сумы, рабочий Сумских машиностроительных мастерских Бельгийского акционерного общества. Член РСДРП.
6 февраля 1907 года избран в Государственную думу II созыва от общего состава выборщиков Харьковского губернского избирательного собрания. Вошёл в состав Социал-демократической фракции. Состоял в думской комиссии по народному образованию. Числился в представлении министра юстиции, направленном в Думу, вместе с ещё 54 членами социал-демократической фракции Думы о привлечении к предварительному следствию по обвинению в преступлении, предусмотренном ч. 1 статьи 102 Уголовного Уложения. 22 ноября — 1 декабря был под судом в особом присутствии Сената по процессу социал-демократической фракции. В числе 11 подсудимых был оправдан «по недоказанности их виновности».
Баллотировался в 4-ю Думу, составив конкуренцию, намеченному партией М. К. Муранову, но потерпел неудачу.
Дальнейшая судьба и дата смерти неизвестны.

### Архивы
- Российский государственный исторический архив. Фонд 1278. Опись 1 (2-й созыв). Дело 374; Дело 541. Лист 12.